# Rafał Pardo Molina
Rafael Pardo Molina (ur. 1899 w Walencji, zm. 26 września 1936 w Nazarecie (Walencja)) – hiszpański dominikanin (brat zakonny), męczennik i błogosławiony Kościoła katolickiego.

## Życiorys
W wieku 20 lat rozpoczął naukę w szkole dominikańskiej w Lleidzie. W 1926 roku złożył śluby zakonne, a w 1932 złożył śluby wieczyste. Został aresztowany przez grupę milicjantów w czasie wojny domowej w Hiszpanii i przewieziony do Nazaretu, gdzie został zastrzelony.

## Kult
Beatyfikował go papież Jan Paweł II w grupie 233 męczenników 11 marca 2001 roku.